# Joseph Schäfers

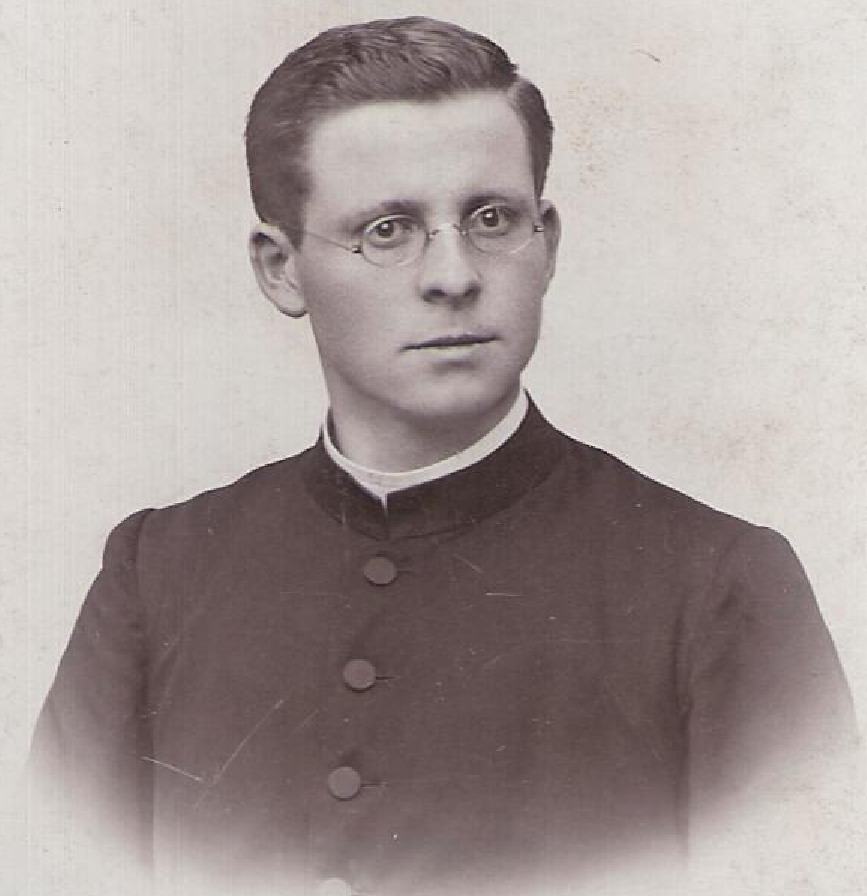
Joseph Schäfers

Joseph Schäfers (* 17. Januar 1878 in Salzkotten; † 28. Oktober 1916 in Mossul, Tigris) war ein katholischer Theologe.

## Leben
Nach seiner Priesterweihe 1903 war Joseph Schäfers Geistlicher in der Provinz Sachsen. Am 8. April 1903 wurde Schäfers als Missionsvikar nach Gerbstedt berufen, wo er bis Anfang April 1907 blieb und die Herz-Jesu-Kirche erbaute. Die Philosophisch-Theologische Lehranstalt in Paderborn beabsichtigte, den zweifach promovierten und vielsprachigen Theologen zu Beginn des Ersten Weltkriegs auf den Lehrstuhl für Biblische Hilfswissenschaften und Patrologie zu berufen. Ab 1916 war er deutscher Seelsorger in Mossul, wo er noch im gleichen Jahr inmitten der beim Völkermord an den Armeniern aus ihrer Heimat vertriebenen Armenier an Tropenfieber starb.

## Ehrungen
In seiner Heimatstadt Salzkotten wurde die Dr.-Josef-Schäfers-Straße nach ihm benannt.

## Werke
- Eine altsyrische antimarkionistische Erklärung von Parabeln des Herrn; erschienen 1917
- Evangelienzitate in Ephräms des Syrers Kommentar zu den Paulinischen Schriften; hg. v. I. Sickenberger, 1917

und zahlreiche Beiträge zu der Patrologia orientalis.